# Робинсон Тауншип (Пенсилванија)
Робинсон Тауншип (енгл. Robinson Township) град је у америчкој савезној држави Пенсилванија.

## Демографија
По попису из 2000. године број становника је 12.289.
| Група             | 2000.          | 2010.    |
| Белци             | 11.642 (94,7%) | 0 (0,0%) |
| Афроамериканци    | 234 (1,9%)     | 0 (0,0%) |
| Азијати           | 251 (2,0%)     | 0 (0,0%) |
| Хиспаноамериканци | 90 (0,7%)      | 0 (0,0%) |
| Укупно            | 12.289         | 0        |